# Helina subpubescens
Helina subpubescens är en tvåvingeart som först beskrevs av Macquart 1847.  Helina subpubescens ingår i släktet Helina och familjen husflugor. Inga underarter finns listade i Catalogue of Life.